# Route nationale 200
Die Route nationale 200, kurz N 200 oder RN 200, ist eine französische Nationalstraße auf Korsika, die 1856 zwischen Corte und dem Plage de Padulone festgelegt wurde. Die Länge betrug 51 Kilometer. 2010 wurde der Abschnitt von Aléria-Cateraggio bis zum Plage de Padulone abgestuft. In Zukunft soll die N200 als Route territoriale 50 geführt werden.